# T.O.T.S.
T.O.T.S. (también conocido como T.O.T.S.: Tiny Ones Transport Service en inglés, T.O.T.S.: Servicio de Entrega de Animalitos en Latinoamérica y T.O.P.S.: Transporte Oficial de Peques en España) es una serie animada infantil estadounidense, producida por Titmouse, Inc.
Fue creada por Travis Braun, producida por Victor Cook y dirigida por Chris Gilligan. Estrenó el 14 de junio de 2019 en Estados Unidos por Disney Junior, mientras que en Hispanoamérica lo hizo el 14 de octubre del mismo año. La serie se centra en Pip el Pingüino y Freddy el Flamenco, quienes transportan a los bebés de la guardería hasta sus familias.

## Sinopsis
Pip el Pingüino y Freddy el Flamenco son dos pilotos junior en entrenamiento en T.O.T.S. (Tiny Ones Transport Service) donde trabajan cuidando y entregando bebés a sus familias alrededor de todo el mundo. Mientras resolverán problemas bajo la guía de KC la Koala y la Capitana Piquét, junto con las otras cigüeñas de entrega.

## Resumen de la serie
| Temporada | Temporada | Episodios | Estados Unidos      | Estados Unidos      | Latinoamérica         | Latinoamérica       | España                   | España             |
| Temporada | Temporada | Episodios | Estreno             | Final               | Estreno               | Final               | Estreno                  | Final              |
| --------- | --------- | --------- | ------------------- | ------------------- | --------------------- | ------------------- | ------------------------ | ------------------ |
|           | 1         | 25        | 14 de junio de 2019 | 10 de julio de 2020 | 14 de octubre de 2019 | 30 de abril de 2021 | 16 de septiembre de 2019 | 2 de enero de 2021 |
|           | 2         | 25        | 7 de agosto de 2020 | 18 de junio de 2021 | 24 de mayo de 2021    | TBA                 | TBA                      | TBA                |

## Personajes

### Principales
- Pip el Pingüino (voz de Jet Jurgensmeyer en Estados Unidos)[11] – Es un pingüino que trabaja como «Piloto Junior» en T.O.T.S., es el navegante de Freddy y el protagonista de la serie. Su lugar de nacimiento es Fríoburgo. A él le gustan las cosas frías y suele decir la frase «¡Este pingüino tiene un plan!».
- Freddy el Flamenco (voz de Christian J. Simon en Estados Unidos)[12] – Es un flamenco que trabaja como «Piloto Junior» en T.O.T.S., él puede volar y es el protagonista de la serie junto a Pip. Él tiene un gran corazón, le gusta jugar con los bebés y suele decir la frase «¡Flamen-Tots!».
- Capitana Piquét (voz de Vanessa Williams en Estados Unidos)[13] – Es la líder de T.O.T.S. y la madre de Mia. Ella suele decir la frase «Entreguen a éstos pomponcitos con sus mamis y papis».
- KC la Koala (voz de Megan Hilty en Estados Unidos)[14] – Es una koala que dirige la guardería de T.O.T.S. y cuida a los bebés antes de que sean entregados.

### Recurrentes
- J.P. (voz de Henri Lubatti) – Es una cigüeña que trabaja como «Piloto Super Fabuloso» en T.O.T.S. donde es el mejor piloto, obteniendo 10 veces consecutivas el premio por «Piloto del Mes». Tiene una personalidad narcisista y le gusta hablar con un acento francés.
- Ava (voz de Melanie Minichino) – Es una cigüeña que trabaja como «Super Piloto» en T.O.T.S., ella es una de la piloto más rápida, obteniendo el premio de «Piloto más rápida del mes».

- Bodhi (voz de Parvesh Cheena)[15] – Es una cigüeña que trabaja como «Gran Piloto» en T.O.T.S., él tiene un comportamiento inseguro y tiende a asustarse por cosas ordinarias.
- Sr. Carpín (voz de Eric Bauza) – Es un pájaro carpintero que trabaja como conserje en T.O.T.S., que a le gusta inventar cosas y a veces da ideas a Pip y Freddy para solucionar sus problemas.
- Paulie (voz de Dee Bradley Baker) – Es un loro que trabaja como controlador del tránsito aéreo en T.O.T.S. y a menudo dice sus oraciones dos veces.
- Mia (voz de Charlie Townsend) – Es una gatita bebé de color naranja e hija adoptiva de la Capitana Piquét. Ella suele decir la frase «¡Ayudar! ¡Ayudar!».
- Lucky (voz de Alessandra Perez) – Es un cachorro dachshund que le encanta hacer travesuras y es hijo de J.P. A él también le encanta bailar, mostrar sus movimientos a otros bebés y ser el centro de atención.

### Menores
Son personajes que aparecen en episodios, pero que no alcanzan a ser recurrentes. 
- Jed (voz de Julian Edwards en Estados Unidos) – Él es una de las 3 cigüeñas jóvenes que van de excursión con Pip y Freddy en «Guía de Intro-Confusiones» para aprender cómo se entregan los bebés. Él usa una camiseta de color amarillo.
- Red (voz de Hadley Gannaway en Estados Unidos) – Ella es una de las 3 cigüeñas jóvenes que van de excursión con Pip y Freddy en «Guía de Intro-Confusiones» para aprender cómo se entregan los bebés. Ella usa ropa son de color rojo y rosado, y sus alas son de color rosa.
- Zed (voz de Remy Edgerly en Estados Unidos) – Él es una de las 3 cigüeñas jóvenes que van de excursión con Pip y Freddy en «Guía de Intro-Confusiones» para aprender cómo se entregan los bebés. Él usa ropa de color turquesa y un gorro del mismo color.
- Profesor Pavón (voz de Eric Bauza en Estados Unidos) – Es un empresario pavo real, que creó al Cigüe-bot para reemplazar a los pilotos de T.O.T.S. y retó a los pilotos a una carrera en el episodio «La Gran Robot Carrera».
- Cigüe-bot (voz de Eric Bauza en Estados Unidos) – Es una cigüeña robot que fue creada por el Profesor Pavón, para reemplazar a los pilotos de T.O.T.S., compitió en una carrera contra Pip y Freddy, en la cual pierde tras una falla en su sistema.
- Peggy (voz de Angelica Hale en Estados Unidos)[16] – Una oso polar que quería un hermanito mejor que Paul ya que no hacía lo que ella quería, hasta que escuchó que su hermano estaba en peligro en el episodio «Bebé de Devoluciones».
- Hank (voz de Jack McBrayer en Estados Unidos)[17] –  Es el padre de Hedy. Él estaba planeando todo para la llegada de su hija, hasta que se enteró de que tuvo un problema y necesitaba de su ayuda.
- El gran Whoo-Whoo Dini (voz de Penn Jillette en Estados Unidos)[18] – Es un búho que se dedica a la magia. Y ayuda a Pip y Freddy a encontrar a Calvin en «The Itsy Biitsy Baby».
- Tío Terry (voz de Fred Tatasciore en Estados Unidos) – Es un toro que suele ayudar a Pip y Freddy. También es el tío de KC
- Tía Gladys (voz de Megan Hilty en Estados Unidos) – Es la jefa de la manada de los lobos y también es la tía de Willa.
- Cora (voz de Yvette Nicole Brown en Estados Unidos) – Es la hermana menor de la Capitana Piquét y la tía de Mia. Se casa con Sam en «The Ring Bear».
- Sam (voz de Kevin Michael Richardson en Estados Unidos) – Es un pelícano y el marido de Cora.
- Hank Featherbee (voz de Jay Leno en Estados Unidos)[19] – Es un piloto veterano de T.O.T.S. que regresa de su retiro para conocer a su nieto, Spencer.

## Transmisión
El show recibió luz verde por parte de Disney en abril de 2018. El show debutó en Disney Junior y Disney Channel en Estados Unidos el 14 de junio de 2019, en España el 31 de agosto de 2019 y en Hispanoamérica el 14 de octubre. El 6 de febrero de 2019, antes de su estreno, T.O.T.S. fue renovado para una segunda temporada,  que estrenó el 7 de agosto de 2020. El 5 de agosto de 2020, la serie fue renovada para una tercera temporada, antes del estreno de la segunda.
En julio de 2020, Disney confirmó que la serie iba a llegar a su plataforma de streaming Disney+ el 14 de agosto de 2020.

## Premios y nominaciones
| Año  | Premio              | Categoría                                                                        | Nominados                                                           | Resultado | Ref           |
| ---- | ------------------- | -------------------------------------------------------------------------------- | ------------------------------------------------------------------- | --------- | ------------- |
| 2020 | Annie Awards        | Logro excepcional por el diseño de personajes en una serie animada de televisión | John Jagusak (por «You've Gotta Be Kitten Me / Whale, Hello There») | Nominado  | [ 22 ] [ 23 ] |
| 2020 | Daytime Emmy Awards | Actuación sobresaliente en un programa animado preescolar                        | Christian J. Simon como Freddy                                      | Nominado  | [ 24 ] [ 25 ] |